# لويد غرير
لويد غرير (بالإنجليزية: Lloyd Greer)‏ هو مهندس معماري أمريكي، ولد في 6 أغسطس 1885، وتوفي في 26 سبتمبر 1952.